# 志賀駅

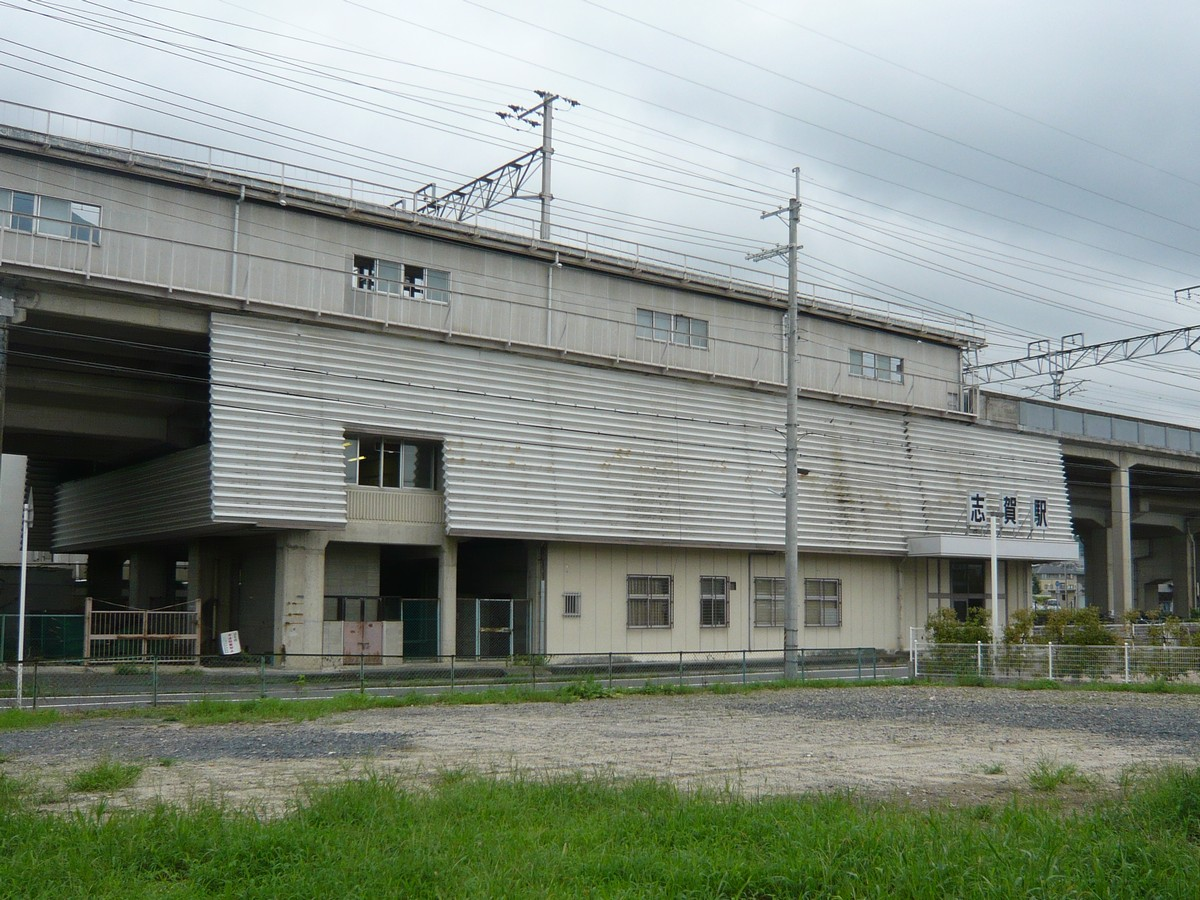
駅舎（2007年8月、琵琶湖側）

志賀駅（しがえき）は、滋賀県大津市木戸字前田にある、西日本旅客鉄道（JR西日本）湖西線の駅である。駅番号はJR-B21。

## 歴史
湖西線開通前の1969年まで付近を走っていた江若鉄道には、当駅の位置に近江木戸駅があった。

### 年表
- 1974年（昭和49年）7月20日：日本国有鉄道湖西線の開通と同時に開業[2]。
- 1987年（昭和62年）4月1日：国鉄分割民営化により西日本旅客鉄道の駅となる[2][3]。
- 2003年（平成15年）11月1日：ICカード「ICOCA」の利用が可能となる。
- 2016年（平成28年）3月26日：ダイヤ改正に伴い、緩行線電車の乗り入れが廃止される。
- 2018年（平成30年）3月17日：駅ナンバリングが導入され、使用を開始。
- 2025年（令和7年）
  - 8月31日：出札窓口の営業を終了（予定）[4]。
  - 9月1日：終日無人化（予定）[4]。

## 駅構造
相対式ホーム2面2線を持つ高架駅である。分岐器や絶対信号機を持たないため、停留所に分類される。改札口は地上に1か所あり、自動改札機は簡易式である。改札口から各のりばへ階段が1本ずつ通じている。2番のりばのみ、待合室が設置されている。
堅田駅が管理し、JR西日本交通サービスが駅業務を受託する業務委託駅である。また、自動券売機が設置されている。ICOCA利用可能駅である。

### のりば
| のりば | 路線   | 方向 | 行先               |
| ------ | ------ | ---- | ------------------ |
| 1      | 湖西線 | 下り | 近江今津・敦賀方面 |
| 2      | 湖西線 | 上り | 堅田・京都方面     |

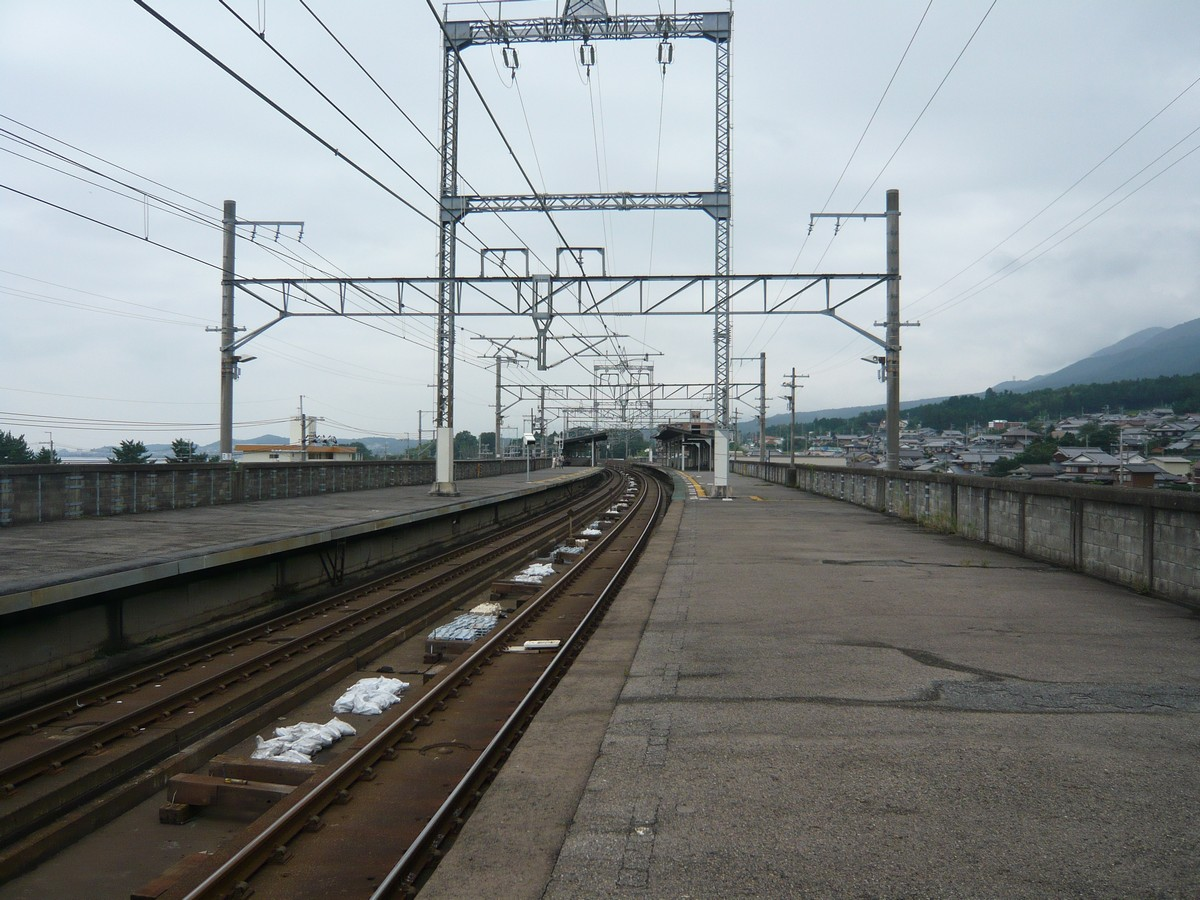
ホーム（2007年8月）

## 利用状況
「滋賀県統計書」によると、1日平均の乗車人員は以下の通りである。JR西日本の移動等円滑化取組報告書によれば、2023年度の1日当たりの利用者数は1,760人。
| 年度   | 1日平均 乗車人員 | 出典        |
| ------ | ---------------- | ----------- |
| 1992年 | 885              | [ 統計 2 ]  |
| 1993年 | 899              | [ 統計 3 ]  |
| 1994年 | 855              | [ 統計 4 ]  |
| 1995年 | 888              | [ 統計 5 ]  |
| 1996年 | 862              | [ 統計 6 ]  |
| 1997年 | 835              | [ 統計 7 ]  |
| 1998年 | 863              | [ 統計 8 ]  |
| 1999年 | 841              | [ 統計 9 ]  |
| 2000年 | 831              | [ 統計 10 ] |
| 2001年 | 845              | [ 統計 11 ] |
| 2002年 | 817              | [ 統計 12 ] |
| 2003年 | 840              | [ 統計 13 ] |
| 2004年 | 835              | [ 統計 14 ] |
| 2005年 | 846              | [ 統計 15 ] |
| 2006年 | 840              | [ 統計 16 ] |
| 2007年 | 828              | [ 統計 17 ] |
| 2008年 | 838              | [ 統計 18 ] |
| 2009年 | 810              | [ 統計 19 ] |
| 2010年 | 826              | [ 統計 20 ] |
| 2011年 | 822              | [ 統計 21 ] |
| 2012年 | 858              | [ 統計 22 ] |
| 2013年 | 882              | [ 統計 23 ] |
| 2014年 | 856              | [ 統計 24 ] |
| 2015年 | 875              | [ 統計 25 ] |
| 2016年 | 933              | [ 統計 26 ] |
| 2017年 | 973              | [ 統計 27 ] |
| 2018年 | 1,051            | [ 統計 28 ] |
| 2019年 | 1,063            | [ 統計 29 ] |
| 2020年 | 827              | [ 統計 30 ] |
| 2021年 | 760              | [ 統計 31 ] |
| 2022年 | 845              | [ 統計 32 ] |

## 駅周辺
旧・志賀町の代表駅。駅東側に琵琶湖があり、住宅や水泳場がある。駅西側は田畑が広がるが、民家が点在する。
滋賀県道558号高島大津線（旧・国道161号）も駅西側を通っており、駅前道路との交点となる志賀駅口交差点から滋賀県道345号志賀インター線を通ると湖西道路・志賀バイパス（ともに国道161号）の志賀ICに至る。蓬萊駅付近から湖西線の東側に沿って並行した滋賀県道321号荒川蓬萊線は当駅の駅舎を過ぎた所で湖西線と立体交差し、滋賀県道558号線の手前で右に曲がり、湖西線から少し離れた西側を並行する。
- 大津市木戸市民センター
- 志賀郵便局
- 樹下神社
- 大津市立木戸小学校
- 大津市立志賀北幼稚園
- 大津北警察署木戸警察官駐在所
- 松の浦水泳場 - 琵琶湖の湖西地区における、水泳に適した水質の南限にあたる。
- 湖西道路・志賀バイパス志賀IC（ともに国道161号）
- 滋賀県道558号高島大津線
- 滋賀県道345号志賀インター線
- 滋賀県道321号荒川蓬萊線
- 滋賀県道601号守山大津志賀自転車道線 - 当駅付近は滋賀県道321号線と重複。

## バス路線
駅前ロータリー内に江若交通「志賀駅」停留所があり、びわ湖バレイへの直行便（びわ湖バレイ線）が発着する。

## 隣の駅
西日本旅客鉄道（JR西日本）
 湖西線
■新快速・■快速
通過
■普通
比良駅 (JR-B20) - 志賀駅 (JR-B21) - 蓬萊駅 (JR-B22)

### 利用状況
1. 1 2  “移動等円滑化取組報告書（鉄道駅）（令和5年度）”.   西日本旅客鉄道. 2025年3月15日閲覧。
2. ↑  平成4年滋賀県統計書[リンク切れ]
3. ↑  平成5年滋賀県統計書 (PDF)
4. ↑  平成6年滋賀県統計書 (PDF)
5. ↑  平成7年滋賀県統計書 (PDF)
6. ↑  平成8年滋賀県統計書 (PDF)
7. ↑  平成9年滋賀県統計書[リンク切れ]
8. ↑  平成10年滋賀県統計書 (PDF)
9. ↑  平成11年滋賀県統計書 (PDF)
10. ↑  平成12年滋賀県統計書 (PDF)
11. ↑  平成13年滋賀県統計書 (PDF)
12. ↑  平成14年滋賀県統計書 (PDF)
13. ↑  平成15年滋賀県統計書 (PDF)
14. ↑  平成16年滋賀県統計書 (PDF)
15. ↑  平成17年滋賀県統計書 (PDF)
16. ↑  平成18年滋賀県統計書 (PDF)
17. ↑  平成19年滋賀県統計書 (PDF)
18. ↑  平成20年滋賀県統計書 (PDF)
19. ↑  平成21年滋賀県統計書 (PDF)
20. ↑  平成22年滋賀県統計書 (PDF)
21. ↑  平成23年滋賀県統計書 (PDF)
22. ↑  平成24年滋賀県統計書 (PDF)
23. ↑  平成25年滋賀県統計書 (PDF)
24. ↑  平成26年滋賀県統計書 (PDF)
25. ↑  平成27年滋賀県統計書 (PDF)
26. ↑  平成28年滋賀県統計書 (PDF)
27. ↑  平成29年滋賀県統計書 (PDF)
28. ↑  平成30年滋賀県統計書 (PDF)
29. ↑  令和元年滋賀県統計書 (PDF)
30. ↑  令和2年滋賀県統計書 (PDF)
31. ↑  令和3年滋賀県統計書 (PDF)
32. ↑  令和4年滋賀県統計書 (PDF)